# Neritos patricki
Neritos patricki är en fjärilsart som beskrevs av De Toulgoët 1990. Neritos patricki ingår i släktet Neritos och familjen björnspinnare. Inga underarter finns listade i Catalogue of Life.